# Medium Tank Mk D
Medium Mark D — опытный британский средний танк, разработанный в конце Первой мировой войны для наступления на Западный фронт.

## История создания
Предполагалось, что Medium Mark D будет использоваться в «Плане 1919», разработанным Джоном Фуллером, для наступления на Западном фронте, в ходе которого будет использовано большое количество тяжёлых и средних танков, чтобы прорвать немецкую оборону и тем самым положить конец войне. Благодаря подписанию Брестского мира в 1918 году, война была окончена и острая нужда в Medium Mark D отпала, однако разработка танка продолжалась, но уже для послевоенных нужд британской армии.
Medium Mark D не следует путать с экспортным танком Vickers Medium D, который был произведён компанией Vickers для Сил обороны Ирландии в 1929 году.

## Проектирование и разработка
Согласно плану Фуллера тяжёлые танки должны атаковать и сковывать немецкие войска, позволяя более лёгким танкам проникать во фланги противника. Таким танком должен был стать Medium Mark D, который должен был развивать скорость 32 км/ч при весе в 20 тонн.
Майор Филип Джонсон, работавший в департаменте военной техники в Доллис-Хилле, экспериментально установил листовые рессоры на тяжёлый танк Mark IV и средний танк Mark A, на который также установил мощные авиационные двигатели Rolls-Royce Eagle. Для создания подвески, которая могла бы выдержить скоростной танк, Джонсон использовал стальные пружины, вставленные между катками. Для соединения звеньев гусеницы использовались стальные тросы. Это позволило им изгибаться при поворотах корпуса, кроме того, это помогло Medium Mark D преодолевать бездорожье.
С окончанием Первой мировой войны необходимость в Mark D отпала. Несмотря на это, Фуллер продолжал настаивать на производстве танка, добавив новое требование. Теперь танк должен уметь преодолевать водные преграды, то есть, он должен стать танком-амфибией.
В ходе разработки был изготовлен деревянный макет танка Mark D, который демонстрировался военнослужащим танковых войск После чего был сделан заказ на десять прототипов.

## Эксплуатация
Medium Mark D оказался относительно длинным и узким. С боевым отделением спереди, имевшим форму цилиндра. Танк обладал тремя пулемётными гнёздами в лобовой и бортовых проекциях. В виду малой ширины танка, место механика-водителя было перенесено в заднюю часть боевого отделения, где он имел свою командирскую башенку. Чтобы улучшить обзор механика-водителя вперед, крыша боевого отделения была немного наклонена вниз. Высокие препятствия советовалось преодолевать задним ходом. Танк оснастили двигателем Siddeley Puma, который был немного мощнее Rolls-Royce Eagle, из-за чего скорость возросла.
Для плавательных испытаний были взяты два модифицированных Mark D. Первый был расширен до 2,57 м, а второй — до 2,7 м. Испытания показали, что второй вариант лучше справлялся с речной преградой.
Были выделены средства для производства серии танков из 45 штук, оснащенных двигателями Rolls-Royce, позже серия сократилась до 20 штук. В итоге, было произведено только три машины, которые были построены на базе Mark D шириной 2,7 м. Эти танки получили название Medium Tank Mk DM.
В 1923 году работы по разработке и произвотству Medium Tank Mk D были прекращены. Виной всему стала достаточно сложная подвеска, кроме того, в 20-х годах было начато производство Vickers Medium Mark I.